# Maria Hecilda Campos Salgado
Maria Hecilda Campos Salgado (Pindamonhangaba, 12 de outubro de 1901 – São Paulo, 8 de setembro de 2005) foi uma fazendeira e filantropa, fundadora do Lar Escola São Francisco em 1943.

## Biografia
Maria Hecilda nasceu em Pindamonhangaba, São Paulo, graduada pela Escola Secundária Normal Caetano de Campos. Foi casada com Raul Prado Salgado, com quem teve uma filha, Clélia Aparecida Salgado Teixeira. Esta, por sua vez, casou-se com o engenheiro Delto Menozzi Teixeira, com descendência.

## Fundação do Lar Escola São Francisco
Em 1932, alguns anos depois de ficar viúva, Maria Hecilda mudou-se para São Paulo e passou a atuar como voluntária em uma campanha de combate à mortalidade infantil e defesa dos direitos da criança, chamada "Cruzada Pró-Infância". A campanha era coordenada por sua amiga Pérola Byington, que a levou a conhecer o Abrigo de Menores, uma instituição de acolhimento de menores abandonados e com deficiências físicas, mantida pela prefeitura.
Em 1942, passou a servir como voluntária na instituição, cuidando de treze meninos. Conseguiu transferi-los para uma nova casa, responsabilizando-se por eles, que passaram a ser internos. A instituição transferiu-se  para uma nova sede em 1943, quando foi fundado o Lar Escola São Francisco, que se tornaria um centro de excelência em reabilitação a partir de de um convênio firmado com a Universidade Federal de São Paulo (Unifesp) em 1991.
Depois da Segunda Guerra, Maria Hecilda conseguiu uma bolsa de estudos da Organização das Nações Unidas (ONU) para especializar-se em reabilitação e partiu para os Estados Unidos, onde estudou durante seis meses. Trabalhou na instituição durante 48 anos, até os noventa anos de idade. Ela faleceu aos 104 anos de idade, e seu corpo foi cremado no Crematório Municipal de São Paulo.
Um dos internos, Luiz Henrique Medina, conhecido como Kaíke, deficiente físico que chegou na instituição com três anos de idade e onde foi criado, conquistou em 2010 a primeira posição no ranking nacional em atletismo paralímpico no tênis de mesa e a 26.ª posição no ranking mundial da modalidade, tendo conquistado títulos na Romênia, Argentina e Croácia. Em 2012, a Rede Record foi uma das indicadas ao Prêmio Superar 2012 de Melhor Reportagem de TV, por uma entrevista com o para-atleta.